# جامی (جماعت)
جامی جماعت و شهرکی در شمال غربی تاجیکستان است که در ناحیهٔ ظفرآباد ولایت سغد قرار دارد. جمعیت این جماعت ۳٬۹۴۱ نفر است.